# Cantigas de Santa María
Le manuscrit des Cantigas de Santa María est un des plus importants recueils de chansons monodiques de la littérature médiévale en Occident, rédigé pendant le règne du roi de Castille Alphonse X dit Le Sage (1221-1284). Ces cantigas sont le volet religieux de la poésie lyrique galaïco-portugaise (en), le volet profane comprend les cantigas de amigo, les cantigas de amor et les cantigas de escarnio.
Les textes des 427 chansons sont écrits en galaïco-portugais, langue du Moyen Âge commune au galicien et au portugais. On attribue au roi lui-même la rédaction de certaines de ces chansons, mais il semble plus probable qu'il en soit le promoteur.
La grande majorité de ces chansons sont des hymnes religieuses, en hommage à la Vierge Marie, et racontent un miracle dû à l'intervention de Marie. On y trouve en outre de nombreuses représentations en couleurs de musiciens jouant une grande variété d'instruments de musique.
À l'époque moderne, de nombreuses interprétations musicales en ont été faites par des groupes de musique médiévale tels que In Taberna, Tempradura, La Nef, Clemencic Consort, Alla francesca, l'Ensemble Unicorn ou Hespèrion XX, les Joculatores Upsalienses, et Eduardo Paniagua, avec divers ensembles, qui a consacré une cinquantaine d'albums aux cantigas.

## Manuscrits

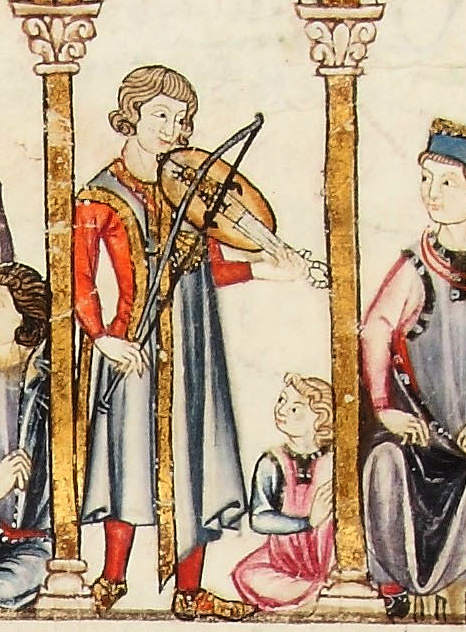
Un joueur de vielle, enluminure tirée des Cantigas de Santa Maria, XIIIe siècle.

Les cantigas sont parvenues jusqu'à l'époque contemporaine dans quatre manuscrits :
- To (codex de Tolède), conservé à la Bibliothèque nationale d'Espagne (MS 10069) ;
- T, conservé à la bibliothèque de l'Escurial (MS T.I.1) ;
- F (codex de Florence), conservé à la Bibliothèque nationale centrale de Florence (MS b.r. 20) ;
- E (codex des musiciens), conservé à la bibliothèque de l'Escurial (MS B.I.2).

E contient le plus grand nombre de chansons (406), ainsi qu'une introduction et un prologue, 41 miniatures et de nombreuses lettrines. To est le recueil le plus ancien ; il contient 129 cantigas. Il n'est pas illustré, mais richement décoré d'initiales fleuries et de lettrines. T et F se ressemblent beaucoup. T contient 195 chansons (8 manquent en raison de la disparition de certains feuillets) qui correspondent à peu près aux deux cents premières de E, chaque chanson étant illustrée par 6 ou 12 miniatures. F suit le même modèle mais ne contient que 111 cantigas - le texte de 7 d'entre elles a été perdu ; elles correspondent à peu près à la seconde partie de E, présentée dans un ordre différent. F est inachevé. Ils ont sans doute été rédigés tous les quatre pendant la vie d'Alfonso, To peut-être dans les années 1270, T, F et E au début des années 1280, la rédaction ayant été interrompue à la mort du roi en 1284.

## Éditions modernes
- Afonso X, o Sabio, Walter Mettmann (éd.), Cantigas de Santa María, tome 1, Vigo, Edicións Xerais de Galicia, 1981, 766 pages,  (ISBN 84-7507-024-8)
- Afonso X, o Sabio, Walter Mettmann (éd.), Cantigas de Santa María, tome 2, Vigo, Edicións Xerais de Galicia, 1981, 754 pages,  (ISBN 84-7507-025-6)

## Discographie
- Alfonso X el Sabio,  Cantigas de Santa Maria : Cantigas 2, 30, 264, 5 & 59, 47, 322, 37, 340, 166, 100 (2 versions), 73, 13, 370, 303, 25, 36, 7, 320, 353, 207, 79, 230, 290 et 159 - Clemencic Consort, dir. René Clemencic (novembre 1976, 4CD Harmonia Mundi HMX 2901524.27) (OCLC 32269066) — avec un disque consacré au troubadours.
- Alfonso X el Sabio, Cantigas de Santa Maria : Cantigas 100, 389, 260, 181 et 195 - Montserrat Figueras, Josep Benet, Joaquim Proubasta ; Mittelalter-Ensemble der Schola Cantorum Basiliensis, dir. Thomas Binkley (1980, Deutsche Harmonia Mundi GD77242) (OCLC 637214761)
- Alfonso X el Sabio, Cantigas de Santa Maria : Cantigas 20, 27, 60, 150, 159, 322, 340, 384 et 391 - Esther Lamandier, chant, harpe, orgue portatif et vielle (1981, Astrée AS 59) (OCLC 844597667)
- Alfonso X el Sabio, Cantigas de Santa Maria : Cantigas 100, 406, 370, 90, 52, 230, 130, 56, 320, 200, 417, 140 et 250 - Camerata Mediterranea et Abdelkrim Rais Andalusian Orchestra of Fes, dir. Joel Cohen et Mohamed Briouel (11-18 octobre 1988, Erato/Apex) (OCLC 725328859)
- Alfonso X el Sabio, Cantigas de Santa Maria : Cantigas 176, 100, 123, 209, 18, 142, 163, 37, 77-119, 126, 181 et 176 - Capella Reial de Catalunya ; Hespèrion XX Jordi Savall (février 1993, Astrée / SACD Alia Vox AV9923) (OCLC 48682585 et 1002638238) — avec O ffondo do mar tan chão (CSM 383), enregistré en avril 2008, pour la réédition.
- Alfonso X el Sabio, Cantigas de Santa Maria - Alla francesca (octobre 1999, Opus 111) (OCLC 253762637)
- Alfonso X el Sabio, Cantigas de Santa Maria : Cantigas 1, 37, 70, 111, 200, 260, 329, 340 et 412 - Antequera, dir. Johannette Zomer (décembre 2001, Alpha) (OCLC 910145119)
- Alfonso X el Sabio, Cantigas de Santa Maria - Ensemble Gilles Binchois, Dominique Vellard (2005, Ambroisie) (OCLC 884374041)